# Stefan Casteleyn
Stefan Casteleyn (* 25. Februar 1974 in Brüssel) ist ein ehemaliger belgischer Squashspieler.

## Karriere
Stefan Casteleyn war der erste und bislang einzige belgische Spieler, der jemals in die Top Ten der Weltrangliste vorrücken konnte. Seine beste Platzierung war Platz sieben im Dezember 1999. Im Laufe seiner Karriere gewann er zehn Turniere auf der PSA World Tour und stand insgesamt in 25 Finals. Sein größter Erfolg war das Erreichen des Halbfinals der Weltmeisterschaft 1998. Mit der belgischen Nationalmannschaft nahm er an zahlreichen Europameisterschaften teil. Er ist belgischer Rekordmeister mit 19 nationalen Titeln. 2001 gab er aufgrund einer anhaltenden Rückenverletzung sein Karriereende bekannt. Von 2007 bis 2011 nahm er allerdings immer wieder vereinzelt an Turnieren der Profitour teil und erreichte dabei zweimal das Halbfinale. In dieser Zeit war er hauptamtlich als Trainer in Los Angeles aktiv.
Stefan Casteleyn war verheiratet. Mit seiner Freundin Kim Hannes, einer ehemaligen belgischen Squashspielerin, hat er eine Tochter (* 2014).

## Erfolge
- Gewonnene PSA-Titel: 10
- Belgischer Meister: 19 Titel (1992–1996, 1998–2000, 2004–2011, 2013–2015)